# Impatiens silvestrii
Impatiens silvestrii är en balsaminväxtart som beskrevs av Pampan. Impatiens silvestrii ingår i släktet balsaminer, och familjen balsaminväxter. Inga underarter finns listade i Catalogue of Life.